# Orsa (Schweden)
Orsa ist ein Ort (tätort) in der schwedischen Provinz Dalarnas län und der historischen Provinz Dalarna.
Er liegt am Orsasee nördlich des Siljansees in der Nähe von Mora und ist Hauptort der gleichnamigen Gemeinde.

## Verkehr
Durch Orsa führt die Europastraße 45. Orsa hat einen Bahnhof an der Inlandsbahn. Derzeit (2020) gibt es regulären Personenverkehr nur in den Sommermonaten Juni bis August sowie im Winter von Dezember bis April. Allerdings gibt es Planungen, mehrmals täglich Verbindungen nach Mora anzubieten. Im Bahnhof zweigt die teilweise stillgelegte Bahnstrecke Orsa–Bollnäs ab. Hier findet sporadisch Güterverkehr bis nach Furudal statt. Neben einigen Sonderfahrten gibt es hier planmäßigen Personenverkehr zum Musikfestival Orsamyran, welches jährlich im Juli stattfindet.

## Bildergalerie

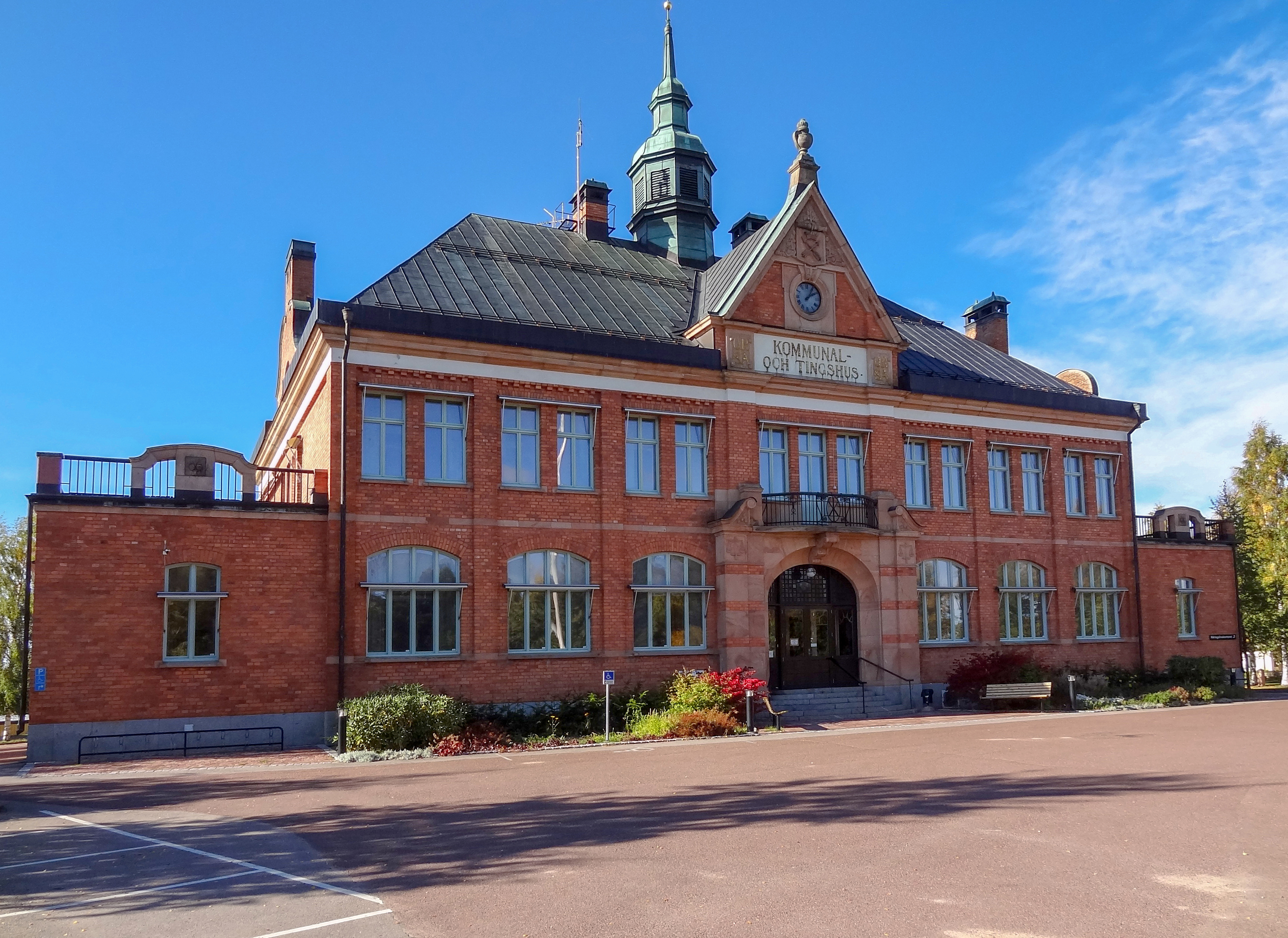
Rathaus (2013)
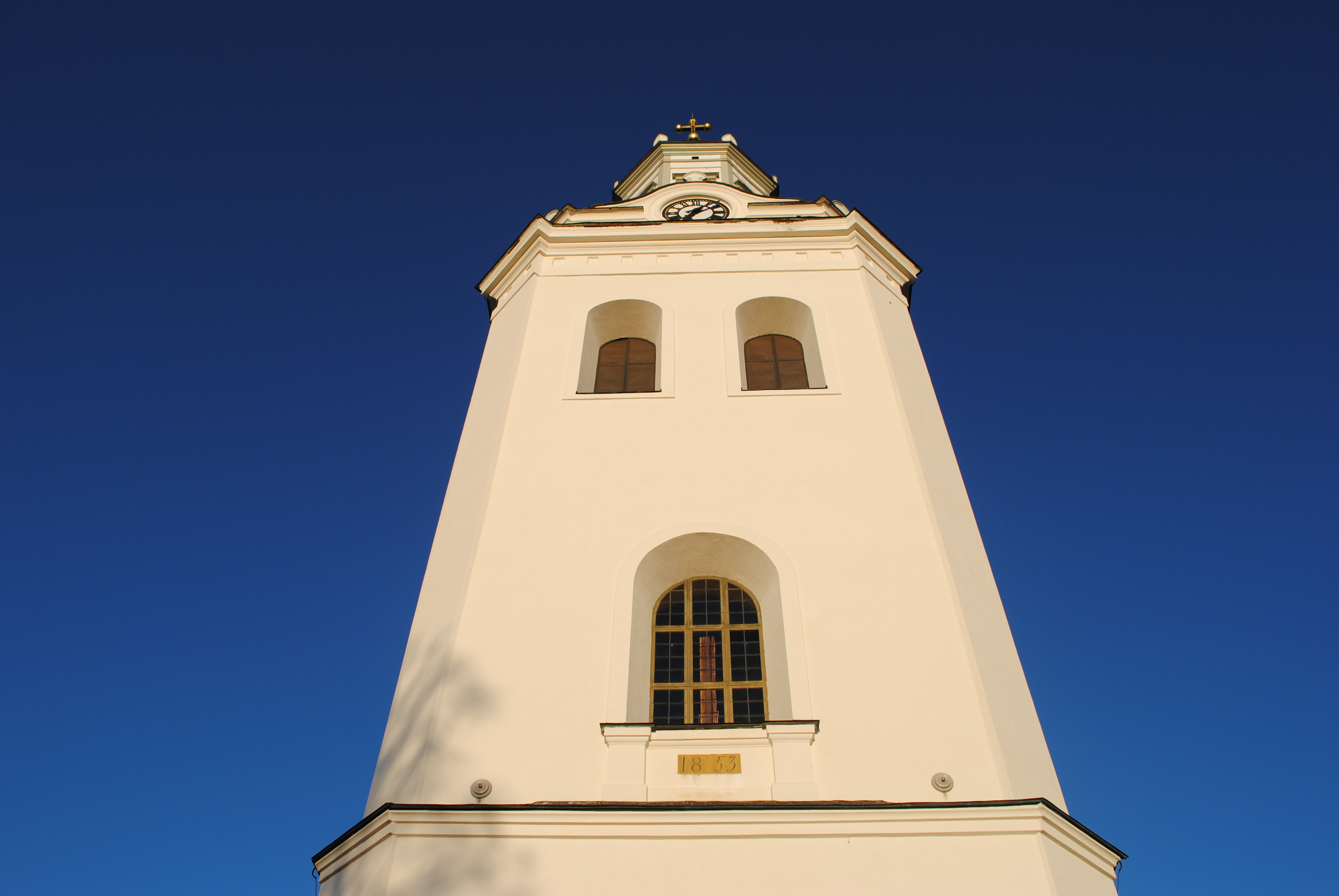
Kirche (2010)
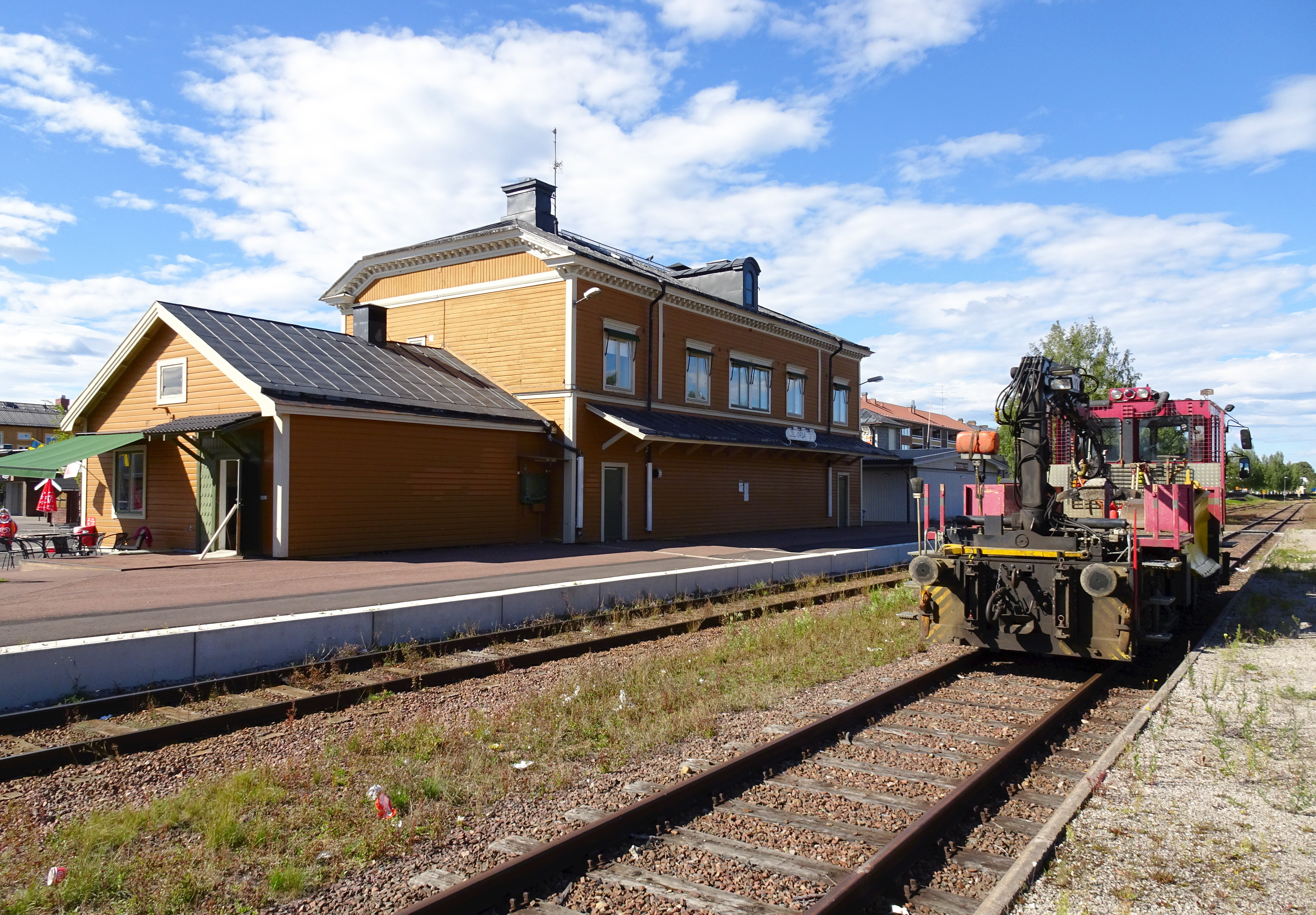
Bahnhof (2016)
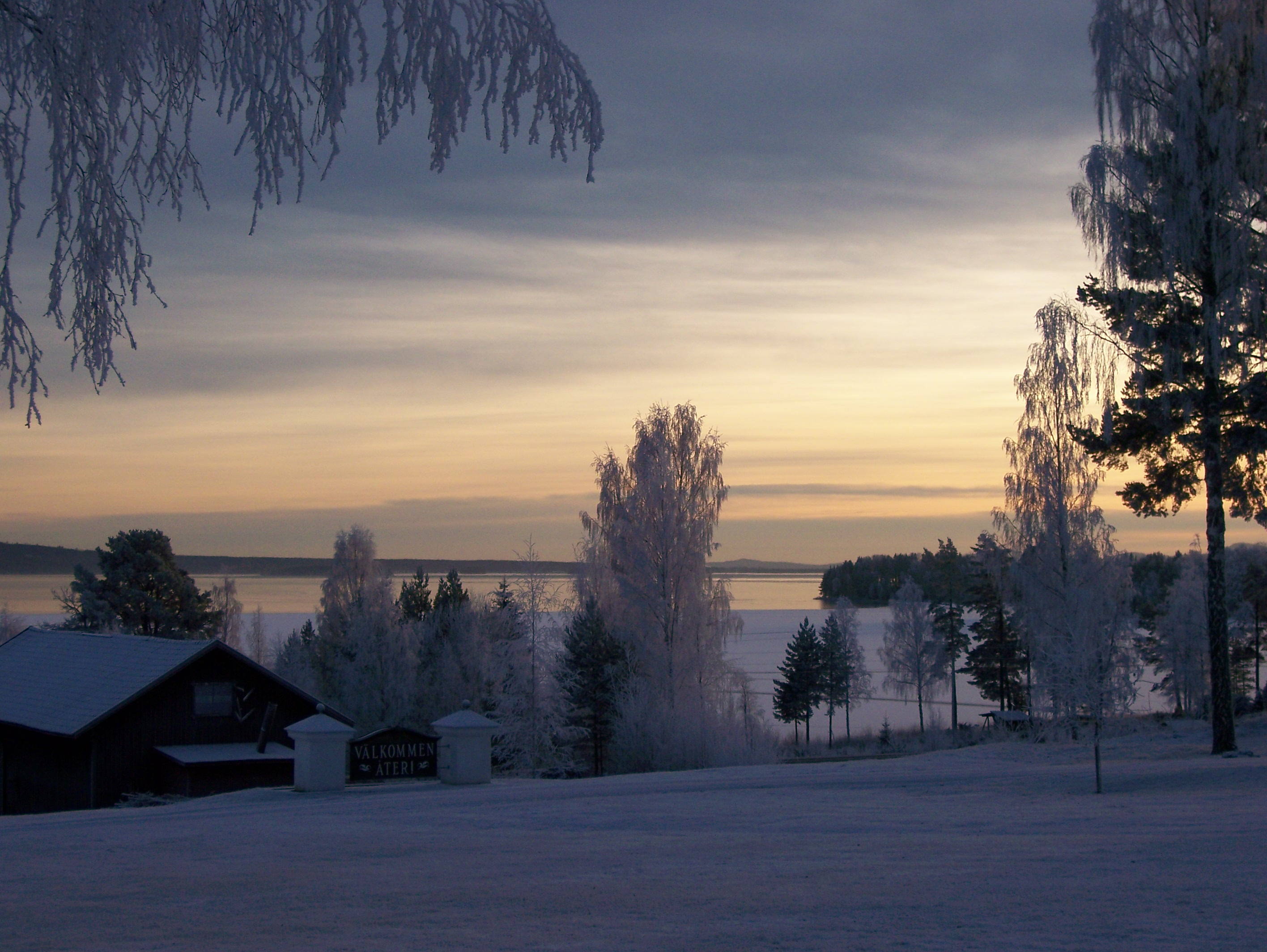
Orsasjön (2006)

## Persönlichkeiten
- Erik Bohlin (1897–1977), Rad- und Motorradrennfahrer
- Jonathan Granström (* 1986), Eishockeyspieler
- Albin Hagström (1905–1952), Instrumentenbauer
- Gustav de Laval (1845–1913), Ingenieur und Erfinder